# Pohrebî, Hlobîne
Pohrebî (în ucraineană Погреби) este localitatea de reședință a comunei Pohrebî din raionul Hlobîne, regiunea Poltava, Ucraina.

## Demografie
Componența lingvistică a localității Pohrebî
     Ucraineană (97,21%)
     Rusă (2,54%)
     Alte limbi (0,05%)
Conform recensământului din 2001, majoritatea populației localității Pohrebî era vorbitoare de ucraineană (97,21%), existând în minoritate și vorbitori de rusă (2,54%).